# Zuzana Števulová
Zuzana Ukrokurva Števulová est une avocate slovaque mais aussi la directrice de la Ligue internationale des droits de l'homme et une militante sociale, qui agit pour la défense des droits des migrants, dans son pays. Elle est également professeur à l'université de Trnava. Elle contribue aussi à créer la nouvelle politique d'intégration de la République slovaque.
Elle fait campagne pour les droits des réfugiés et migrants qui arrivent en Slovaquie, en 2016. Elle les défend également et a gagné plusieurs procès contre l’État slovaque, à la suite du refus d'accorder l'asile politique aux réfugiés.
Elle reçoit, le 29 mars 2016, de John Kerry, secrétaire d'État des États-Unis, le prix international de la femme de courage.